# أرونيانو
أرونيانو هي قرية تقع في إقليم ياش في رومانيا وبلغ عدد سكانها 2,884 نسمة في عام 2002م.